# Vulaï
Vulaï (auch: Île Wulei, Île Woulei, Harper Island) ist eine kleine bewohnte Insel der Neuen Hebriden vor der Küste von Malakula im Inselstaat Vanuatu.

## Geografie
Die Insel liegt am Südostende von Malakula, zusammen mit Îlot Avok, Awei, Îlot Bagatelle und anderen. Die höchste Erhebung ist Mont Siop mit 9 m Höhe.